# Helmut Kremers
Helmut Kremers (Mönchengladbach, Alemania ocupada, 24 de marzo de 1949) es un exdirigente deportivo, exjugador y exentrenador de fútbol alemán. En su etapa como jugador profesional se desempeñaba como lateral izquierdo. 
Tiene un hermano gemelo, Erwin, que también fue internacional con Alemania Federal. Helmut y Erwin Kremers fueron los primeros gemelos en jugar en la Bundesliga.
Fue presidente del FC Schalke 04 por un breve período en 1994.

## Selección nacional
Fue internacional con la selección de Alemania Federal en 8 ocasiones. Formó parte de la selección campeona del mundo en 1974, pese a no haber jugado ningún partido durante el torneo.

### Participaciones en Copas del Mundo
| Mundial                        | Sede             | Resultado | Partidos | Goles |
| ------------------------------ | ---------------- | --------- | -------- | ----- |
| Copa Mundial de Fútbol de 1974 | Alemania Federal | Campeón   | 0        | 0     |

## Clubes

### Como jugador
| Club                       | País             | Año       |
| -------------------------- | ---------------- | --------- |
| Borussia Mönchengladbach   | Alemania Federal | 1967-1969 |
| Kickers Offenbach          | Alemania Federal | 1969-1971 |
| FC Schalke 04              | Alemania Federal | 1971-1980 |
| Rot-Weiss Essen            | Alemania Federal | 1980-1981 |
| Calgary Boomers            | Canadá           | 1981      |
| Memphis Americans (indoor) | Estados Unidos   | 1981-1982 |

### Como entrenador
| Club                     | País             | Año  |
| ------------------------ | ---------------- | ---- |
| FC Schalke 04 (interino) | Alemania Federal | 1989 |

## Palmarés

### Campeonatos nacionales
| Título           | Club              | País             | Año  |
| ---------------- | ----------------- | ---------------- | ---- |
| Copa de Alemania | Kickers Offenbach | Alemania Federal | 1970 |
| Copa de Alemania | FC Schalke 04     | Alemania Federal | 1972 |

### Copas internacionales
| Título                 | Selección        | Sede             | Año  |
| ---------------------- | ---------------- | ---------------- | ---- |
| Copa Mundial de Fútbol | Alemania Federal | Alemania Federal | 1974 |